# .mk
.mk je internetová národní doména nejvyššího řádu pro Severní Makedonii.
Spravuje ji Makedonská akademická a výzkumná společnost (MARNet), mak.: Македонската академска истражувачка мрежа (МАРНет).
Dostupné domény:
- .mk
- .com.mk
- .org.mk
- .net.mk
- .edu.mk
- .gov.mk
- .inf.mk

## Doména v cyrilici
Při hlasování o makedonské doméně v cyrili hlasovalo 2 288 voličů a konečné výsledky byly následující:
| Doména      | Hlasy | Podíl v % |
| ----------- | ----- | --------- |
| .мкд        | 1,670 | 73        |
| .мак        | 324   | 14        |
| .рм         | 155   | 7         |
| .македонија | 122   | 5         |
| .рмкд       | 10    | 0         |
| .рмак       | 7     | 0         |